# Schlacht von Adrianopel (378)
Die Schlacht von Adrianopel am 9. August 378 war mit ungefähr 20.000 Toten die schwerste Niederlage der Römer gegen germanische Krieger seit der Varusschlacht (9 n. Chr.). Adrianopel ist heute Edirne, die nordwestlichste Großstadt der Türkei. In der Schlacht, in der Kaiser Valens fiel, unterlag das oströmische Heer den „Westgoten“ (genauer gesagt handelte es sich dabei um die terwingischen Goten, die nicht deckungsgleich mit den späteren Westgoten sind), die auf der Flucht vor den Hunnen auf dem Gebiet des Römischen Reichs einen neuen Siedlungsraum gesucht hatten, von den Römern aufgenommen worden waren, aber schließlich gegen diese rebellierten (siehe auch: Völkerwanderung).

## Vorgeschichte
Die Invasion der Hunnen hatte im Jahr 375 im östlichen Teil Europas und im westlichen Asien zu umfangreichen Wanderbewegungen einzelner Kriegerverbände geführt. Die am Schwarzen Meer lebenden gotischen Terwingen suchten angesichts der herannahenden Hunnen das Heil in der Flucht gen Südwesten in das nördliche Balkangebiet des Römischen Reiches, um der Unterwerfung durch die Hunnen zu entkommen. Nach einem Umsturz in der terwingischen Führungsschicht wurde Fritigern, ein arianischer Christ, als Führer über die Terwingen ernannt.
Unter seiner Führung erflehten die vor den Hunnen geflohenen Terwingen den Übergang über die Donau und die Aufnahme in das Römische Reich, und der Kaiser, der sie als Bauern und Soldaten zu gewinnen hoffte, willigte ein. Ihnen hatte sich der geflüchtete Teil der ansonsten von den Hunnen unterworfenen gotischen Greutungen und iranischen Alanen, die besonders gut bewaffnete Reitertruppen stellten, angeschlossen. Die römische Donauflotte organisierte den Transfer der Krieger und ihrer Familien, laut Ammianus Marcellinus etwa 200.000 Menschen. Sie waren willkommene Soldaten, die den Römern Unterstützung bei der Verteidigung der Donaugrenze und im geplanten Krieg gegen die persischen Sassaniden geben sollten, und durften daher auch ihre Waffen behalten. Im Gegenzug versprach man ihnen, sie mit Nahrungsmitteln zu versorgen; dies scheiterte jedoch an der Korruption der lokalen Kommandeure. Die Goten litten daher in den kommenden Monaten unter Hungersnöten und wurden von römischen Beamten schikaniert. Dies führte dazu, dass die Terwingen schließlich 377 meuterten, die ihnen zugedachten Siedlungsgrenzen durchbrachen und plündernd durch die römischen Balkanprovinzen zogen. Andere Meuterer schlossen sich ihnen an, ebenso wie weitere Kriegergruppen, die auf Beute hofften. Mehrere kleinere römische Verbände wurden besiegt. Nachdem es den kaiserlichen Truppen vor Ort nicht gelungen war, die Rebellion militärisch zu unterdrücken, entschloss sich der oströmische Kaiser Valens selbst zum Handeln, brach den geplanten Perserfeldzug ab und begab sich 378 an der Spitze der oströmischen Armee auf den Balkan.

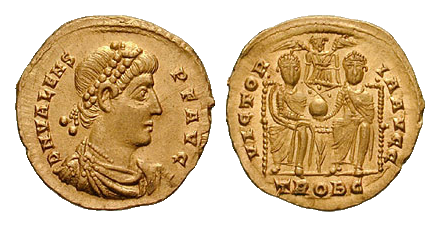
Solidus des Valens von etwa 370. Auf der Rückseite sind Valens und sein Bruder Valentinian I. dargestellt.

## Schlachtverlauf
Am 9. August des Jahres 378 stellte Valens mit seinem Heer die Terwingen. Die Stärke beider Heere ist nicht genau bekannt. Moderne Schätzungen für das römische Heer schwanken zwischen 24.000 bzw. 26.000 und bis zu 30.000 oder gar 40.000 Mann. Oft werden rund 30.000 Mann angenommen (wenngleich Peter J. Heather von einer niedrigeren Stärke ausgeht). Es handelte sich überwiegend um kampferfahrene comitatenses, das Rückgrat der oströmischen Armee. Die Terwingen verfügten sicher über mehr als 10.000 Krieger, nach neueren Schätzungen vielleicht um die 25.000 Mann. Ohne auf die erwartete Armee des Westkaisers Gratian zu warten, dessen Truppen zunächst in der Schlacht bei Argentovaria gegen die alamannischen Lentienser gekämpft hatten und sich daher noch einige Tagesmärsche von Adrianopel entfernt befanden, ließ Valens am frühen Morgen seine Legionen in voller Kampfrüstung 18 Kilometer auf die Wagenburg der Terwingen zumarschieren, die sie erst zur Mittagszeit erreichten. Valens und seine Berater gingen irrtümlich davon aus, es nur mit etwa 10.000 Terwingen zu tun zu haben, und wollten den sicher geglaubten Sieg nicht mit Gratian teilen: Zwischen den beiden Kaisern, die Onkel und Neffe waren, herrschte Rivalität um den Vorrang im Reich. Mutmaßlich befürchtete man überdies, das gotische Heer könnte sich bald wieder in schwer zu bekämpfende Einzelgruppen aufspalten, und wollte daher die Gelegenheit, einen entscheidenden Sieg zu erringen, nicht verpassen.
Da weder ausreichend Wasser noch Lebensmittel mitgenommen worden waren, erreichten die römischen Soldaten das Schlachtfeld nach acht Stunden Marsch in erschöpftem Zustand. Fritigern bat dennoch um Verhandlungen – dem stimmte Valens zu. Die ungeduldig gewordene Reiterei des rechten Flügels unter Cassio und Bacurius begann jedoch mit einem eigenmächtigen Erkundungsangriff, wobei sie den Schutz ihrer Plänkler verlor; nun entwickelte sich ungeplant die Schlacht. Dennoch konnten die kaiserlichen Truppen zunächst vorrücken und die Terwingen in große Bedrängnis bringen, bis unerwartet die greutungischen Reiter auf dem Schlachtfeld erschienen und den Legionären in den Rücken fielen. Die schwache römische Kavallerie wurde von der vereinigten greutungischen und alanischen Reiterei in die Flucht geschlagen. Die zur Hilfe geeilte Reiterei des linken Flügels (die zurückgeblieben war, da der Aufmarsch der Römer noch gar nicht abgeschlossen war) wurde von der panischen Flucht der Reiterei des rechten Flügels ergriffen und floh teilweise kampflos. Dadurch waren die Flanken der römischen Infanterie schutzlos, bevor sie überhaupt vollständig in Stellung gegangen war.
Die Terwingen, die den römischen Legionen durch das Anzünden des Grases vor ihrer Wagenburg bereits erheblich zugesetzt hatten, griffen die Römer nun mit Blitzattacken ihrer Reiterei (zu der auch die so genannte „Dreivölker-Konföderation“, bestehend aus Greutungen, Alanen und geflohenen Hunnen, gehörte) und Fußsoldaten von drei Seiten gleichzeitig an. Nach verzweifelter Gegenwehr brach im kaiserlichen Heer schließlich Panik aus. Nur ein geringer Teil der Legionäre konnte flüchten, fast alle übrigen wurden auf dem Schlachtfeld getötet. Auch Kaiser Valens, der persönlich versuchte, den Zusammenbruch der römischen Front zu verhindern, sowie zwei Heermeister fielen in der Schlacht; Flavius Victor und andere hohe Offiziere hingegen konnten entkommen.
Die Stadt Adrianopel (das heutige Edirne), in der sich sowohl der Reichsschatz als auch die Reichsinsignien befanden, konnte dank einer von der Kaiserwitwe Albia Domnica besoldeten römischen Bürgermiliz gehalten werden. Gratian musste hilflos zusehen, wie die siegreichen Terwingen Reichsgebiet verwüsteten. Der 379 von ihm erhobene neue römische Kaiser Theodosius I. unterlag 380 nochmals den Feinden, konnte aber nach einer Reorganisation des Heeres und weiteren Gefechten ab 380 schließlich im Jahr 382 eine Einigung mit den Terwingen des Fritigern erzielen. Er siedelte diese als Föderaten im Gebiet des heutigen Bulgarien an, wobei dieser (schlecht bezeugte) Gotenvertrag aufgrund der angeblich ungewöhnlich günstigen Bedingungen, die die Römer den gotischen Terwingen einräumen mussten, vielen Gelehrten als epochemachend gilt.

## Nachwirkung
Das foedus, das Kaiser Theodosius mit den Terwingen abschließen ließ, ist im Detail sehr umstritten. Offenbar überließ man ihnen Gebiete in Thrakien und Mösien, aus denen sie sich versorgen durften, und ließ ihnen zudem wohl eine weitgehende Autonomie: Die Terwingen Fritigerns wurden keine römischen Bürger, sondern hatten eigene Gesetze und eine eigene politische Spitze. Allerdings blieb das Gebiet formal römisches Territorium, und die Terwingen waren Rom gegenüber als foederati zur Waffenhilfe verpflichtet, wobei sie als Söldner unter eigenen Anführern, aber unter römischen Oberbefehlshabern (comites foederatorum) kämpften. Die Terwingi waren damit die ersten Barbaren, die im Römischen Reich als ungeteilte ethnisch-politische Einheit sesshaft werden durften. Diese Ordnung, die für Terwingen wie Römer vorteilhaft war, blieb allerdings nur bis 395 bestehen, als Theodosius starb und seine Nachfolger das foedus nicht verlängerten.
Traditionell gilt die Schlacht von Adrianopel als der Auftakt der spätantiken Völkerwanderung. Die Niederlage und ihre Folgen markierten demnach den beginnenden Niedergang der römischen Macht und den Anfang einer Reihe germanischer Invasionen, die zur Plünderung Roms im Jahr 410, zur Einnahme Karthagos 439 sowie schließlich zum Ende Westroms 476 geführt hätten. In dieser Sichtweise war Adrianopel eine entscheidende Niederlage, der Moment, als sich das Kriegsglück den Germanen zuwandte und die Macht Roms gebrochen wurde.
Zwar fassten bereits Zeitgenossen diese Schlacht als „Katastrophe“ auf; so endete das Geschichtswerk des Ammianus Marcellinus mit ebendieser Schlacht. Doch macht der Schluss von Ammianus’ Werk auch deutlich, dass dieser zum Zeitpunkt der Niederschrift des Werkes (in den 90er Jahren des 4. Jahrhunderts) durchaus wieder optimistischer in die Zukunft schaute.
In der neueren Forschung werden die langfristigen Folgen der Schlacht teils stark relativiert, da das Imperium Romanum trotz der vor allem militärisch zunächst äußerst problematischen Lage weiterhin handlungsfähig geblieben sei. Überdies wird insbesondere darauf hingewiesen, dass es problematisch sei, eine kausale Verbindung zwischen der Niederlage einer oströmischen Armee und dem Untergang des weströmischen Kaisertums knapp 100 Jahre später zu konstruieren. Der Umstand, dass die oströmische Armee in den 16 Jahren nach der Schlacht in der Lage war, gleich zwei blutige Bürgerkriege gegen Westrom zu gewinnen (wobei die Visigoten – die terwingischen foederati – dem Ostkaiser gute Dienste leisteten), legt in der Tat nahe, dass man die langfristigen Folgen der Schlacht häufig überbewertet. Die noch immer verbreitete Annahme, mit Adrianopel habe die Völkerwanderungszeit und der Untergang des Römischen Reiches begonnen, da nun „der Damm gebrochen“ sei, ist daher zumindest eine sehr fragwürdige Vereinfachung.
Eine erhebliche Nachwirkung hatte die Schlacht allerdings in der theologischen Auseinandersetzung zwischen den Anhängern von Nicäa und den Arianern: Selbst Arianer, kämpfte Valens hier gegen arianisch missionierte Terwingen. Seine Niederlage wurde von spätantiken und mittelalterlichen Kirchenhistorikern als die gerechte Strafe für Ketzerei angesehen, als der Arianismus als Ketzerei verfolgt wurde.

## Einordnung in der Militärgeschichte
Die Schlacht von Adrianopel wird manchmal als der erste große Sieg von Panzerreiterei über disziplinierte gepanzerte Fußsoldaten (Legionäre) in Europa und damit als Geburtsstunde der mittelalterlichen Ritterheere gesehen. Vom taktischen Verlauf der Schlacht her kann diese These jedoch nicht überzeugen, da die Römer ebenfalls schwer gepanzerte Reiterei (cataphracti und clibinari) besaßen, die jedoch von den Terwingen Fritigerns in die Flucht geschlagen wurde, wodurch die Flanken der römischen Infanterie gegen die Attacken der greutungischen und alanischen Lanzenreiter schutzlos waren. Die römische Infanterie unterlag nicht einer überlegenen Kampfweise ihrer Gegner, sondern sie wurde vor allem das Opfer mangelnder bzw. fehlerhafter Feindaufklärung, die den überraschenden Angriff der Terwingen nicht vorausgesehen und die Zahl der Feinde drastisch unterschätzt hatte.